# Glossina swynnertoni
Glossina swynnertoni är en tvåvingeart som beskrevs av Austen 1923. Glossina swynnertoni ingår i släktet tsetseflugor, och familjen Glossinidae. Inga underarter finns listade i Catalogue of Life.